# Lynn Allen
Lynn Allen är ett Adult Oriented Rockband från USA. Bandet bildades 1982 av låtskrivaren och gitarristen Billy "Wild Bill" Peiffer som tidigare spelat i gruppen Pilot. Gruppen kallade sig ursprungligen Art Young men bytte namn 1983. Billy Peiffer från Iowa var frontman och skrev all musik och all text. Han har även ett eget radioprogram som heter Wild Bill Rodeo Show. Gruppen spelade 2010 in sitt tionde album. 

## Medlemmar
- Billy Peiffer – gitarr, sång (1982– )
- Mark Dekalb – trummor (2007)[1]
- Tim Compton – gitarr (1982–1989)
- Tim Murphy – basgitarr (1992–?)[2]
- Bob Boyd – trummor (1982–1989, 2010–?)[3]
- Mark Watson – gitarr, sång (1989–?)[4]
- Terry Murphy – gitarr (1982–1989, 1991–?)[3]
- Barry Vessel – basgitarr, sång (1989-?)[4]
- Johnny Hal Williamson – basgitarr (1991–?, 2007)[3][1]
- Dale Fisher – keyboard (1982–1989)
- Tommy Guild – trummor, slagverk (1989, 1991–?)[4][3]
- Doug Brundies – basgitarr

## Diskografi
Studioalbum
- We Laugh at You (1984)
- Panorama Park (1989)
- Lynn Allen (1992)
- Petrified Ice Cream (1995)
- And the Horse You Rode In On (2007)
- Nine (2009)

Livealbum
- Live at Beethovens (1994)

EP
- Lynn Allen (1983)

Samlingsalbum
- Best of Lynn Allen (2000)
- Collectors Box (5 CD:s+1 DVD)
- Retro Maniacs 1982 - 1988 (2014)